# Ácido 3-amino-4-metoxibenzenossulfônico
Ácido 3-amino-4-metoxibenzenossulfônico, ácido orto-anisidina-4-sulfônico, ácido o-anisidina-4-sulfônico ou ácido 2-anisidina-4-sulfônico é o composto orgânico aromático de fórmula C7H9NO4S e massa molecular 203,22. É o resultante da substituição no anel benzeno de três átomos de hidrogênio, um por um grupo amino, outro por um grupo metóxi e outro por um grupo sulfônico. Apresenta ponto de fusão 305 °C. É classificado com o número CAS 98-42-0, número EC 202-667-5, número MDL MFCD00035759, PubChem Substance ID 24849653 e CBNumber CB3315147.
É um dos compostos que entra na síntese do corante azo-composto vermelho direto 89.
É polimerizado a "poli-ácido 3-amino-4-metoxibenzenossulfônico" por oxidação química. Este polímero é solúvel em água e condutor de corrente elétrica.